# Lago Zaysan

O lago Zaysan ou lago Zaisan (em cazaque:  Зайсан көлі, Zaısan kóli, زايسان كؤلئ, em mongol:  Зайсан нуур, Zaisan nuur; em russo:  Озеро Зайсан, Ozero Zajsan; chinês tradicional: 齋桑泊, chinês simplificado: 斋桑泊, pinyin: Zhāisāng Pō, Xiao'erjing: جَىْصْا پْ; dungan: Җэсонпә) em cazaque:  Зайсан көлі) é um grande lago de água doce situado no Cazaquistão Oriental, entre as montanhas do maciço de Altai, a norte, e as montanhas Tarbagatai a sul, a 60 km da fronteira com a China. Existe desde o Cretáceo e pode mesmo ser mais antigo que o lago Baikal estimando-se uma idade em torno de 70 milhões de anos
Situado originalmente a 386 metros de altitude, aumentou de tamanho de forma considerável pela construção a jusante, no rio Irtysh, de uma grande barragem - a central hidroelétrica Bujtarminskaya, que criou a reserva aquática de Bukhtarmal. Antes da ampliação, o lago tinha uma área de 1860 km², 100 km de comprimento, e largura de 32 km, para uma profundidade média de 8 metros. O nível do lago cresceu e hoje faz parte da albufeira de Bujtarma (com 5490 km²).
A pesca é abundante neste lago. Geralmente o lago fica congelado desde princípios de novembro até finais de abril.